# Selkäkari (ö i Finland, Kymmenedalen, Kotka-Fredrikshamn, lat 60,52, long 27,18)
Selkäkari är en ö i Finland.   Den ligger i kommunen Fredrikshamn i den ekonomiska regionen  Kotka-Fredrikshamn  och landskapet Kymmenedalen, i den södra delen av landet, 130 km öster om huvudstaden Helsingfors.